# Elena Sánchez
Pour les articles homonymes, voir Sánchez.
María Elena Sánchez González, née le 22 octobre 1994 à Terrassa (Espagne), est une joueuse espagnole de water-polo. Elle est médaillée d'argent aux Jeux de 2020.

## Carrière
Elle fait partie de l'équipe espagnole battue en finale par les États-Unis lors des Jeux olympiques d'été de 2020.

## Palmarès

### Jeux olympiques
- Jeux olympiques d'été de 2020 à Tokyo ( Japon) :
  -  médaille d'argent du tournoi féminin

### Championnats du monde
- Championnats du monde 2019 à Gwangju ( Corée du Sud) :
  -  médaille d'argent du tournoi féminin

### Championnats d'Europe
- Championnats d'Europe 2020 à Budapest ( Hongrie) :
  -  médaille d'or du tournoi féminin
- Championnats d'Europe de natation 2018 à Barcelone ( Espagne) :
  -  médaille de bronze du tournoi féminin